# Marcel Bon
Marcel Bon, född den 17 mars 1925 i Villers-sur-Authie, Picardie, död den 11 maj 2014 i Woincourt, var en fransk mykolog.
Efter studier i farmakologi, först i Amiens och därefter i Lille, flyttade han till Saint-Valery-sur-Somme där han arbetade som farmaceut och öppnade ett medicinskt laboratorium. Samtidigt arbetade han deltid som lärare i farmakologi vid Université de Lille. Sitt intresse för botanik och, speciellt, mykologi fick han under studietiden. 1980 startade han serien Documents Mycologiques i vilken han publicerade bestämningsnycklar till åtskilliga svampsläkten. Bon beskrev hundratals svamptaxa under sin levnad.
Hans herbarium som omfattar 18 750 exemplar, varav 400 typexemplar, huvudsakligen av basidiesvampar, förvaras vid Société Mycologique du Nord de la France i Lille.
Auktorsnamnet Bon kan användas för Marcel Bon i samband med ett vetenskapligt namn inom botaniken; se Wikipediaartiklar som länkar till auktorsnamnet.

## Verk
- Les Tricholomes de France et d'Europe Occidentale, 1984. ISBN 2720505056
- The Mushrooms and Toadstools of Britain and North Western Europe, 1987, ISBN 034039935X. Svensk översättning Svampar - en fälthandbok, 1994, ISBN 9134510451
- Champignons d'Europe Occidentale, 1988
- Flore Mycologique d'Europe, fem volymer:
  - volym 1: Les hygrophores, 1990
  - volym 2: Les tricholomes et ressemblants, 1991
  - volym 3: Les lépiotes, 1993
  - volym 4: Les clitocybes, omphales et ressemblants, 1997
  - volym 5: Les Collybio-Marasmioides et ressemblants, 1999
- Champignons de France et d'Europe occidentale, 2004, ISBN 2082013219

## Eponym
Svamparterna Agaricus bonii, Cortinarius bonii, Echinoderma bonii, Hohenbuehelia bonii, Leucoagaricus bonii, Lyophyllum bonii, Marasmiellus bonii, Ramaria bonii, Russula bonii och Tricholoma bonii har uppkallats efter Marcel Bon.